# Danilo Alvim
Danilo Alvim Faria (Rio de Janeiro, 3 dicembre 1920 – Rio de Janeiro, 16 maggio 1996) è stato un calciatore e allenatore di calcio brasiliano, di ruolo centrocampista.

## Carriera
Cresce calcisticamente nell'America-RJ di Rio de Janeiro. Coi biancorossi gioca fino al 1944 (salvo una breve parentesi nel 1943 con la maglia del Canto do Rio), poi nel 1946 compie il salto di qualità, accasandosi al Vasco da Gama. A fianco di campioni tra cui Barbosa, Ademir, Augusto e Chico, Danilo diviene immediatamente un caposaldo del leggendario "Expresso da Vitória", la formidabile formazione del Vasco che tra la seconda metà degli anni quaranta e la prima metà degli anni cinquanta domina il calcio brasiliano e sudamericano.
Dopo il titolo carioca nel 1947, il Vasco, guidato da Flávio Costa (che è contemporaneamente pure l'allenatore della nazionale brasiliana) vince la Coppa dei Campioni del Sudamerica (antenata dell'odierna Coppa Libertadores) nel 1948, per poi bissare il titolo dello Stato di Rio de Janeiro nel 1949. Nello stesso anno Danilo partecipa con la nazionale al Campeonato Sudamericano disputato proprio in Brasile: la Seleção vince il suo terzo titolo continentale battendo nello spareggio il Paraguay con un netto 7-0, dopo che Danilo si era tolto la soddisfazione di segnare il suo primo (e unico) goal in nazionale contro l'Uruguay (battuto dai brasiliani per 5-1).
Nel 1950, dopo l'ennesimo titolo carioca, Danilo partecipa alla fase finale dei mondiali di calcio in programma in Brasile. Perno del centrocampo del team guidato da Flávio Costa, Danilo partecipa, a fianco dei compagni del Vasco, a quella che pare la marcia trionfale della Seleção verso il titolo finale. Invece il 16 luglio, nella sfida decisiva del girone finale contro l'Uruguay, il Brasile viene clamorosamente battuto per 2-1. Nel 1952 Danilo conquista l'ennesimo titolo carioca con il Vasco.
L'anno dopo il Brasile subisce una nuova clamorosa sconfitta, questa volta nel Campeonato Sudamericano ad opera del Paraguay. Dopo la rassegna continentale, Danilo lascia definitivamente la Seleção. Nel 1955 si accasa al Botafogo, dove disputa due stagioni prima di ritirarsi dall'attività agonistica. Si ripresenta quindi come allenatore. La maggiore fortuna la fa con la Nazionale boliviana, che guida alla vittoria del Campeonato Sudamericano de Football 1963.
Danilo è morto il 16 maggio 1996, a 75 anni.

## Palmarès

### Calciatore

#### Club

##### Competizioni statali
- Campionato Carioca: 4

Vasco da Gama: 1947, 1949, 1950, 1952;

##### Competizioni internazionali
- Coppa dei Campioni del Sudamerica: 1

Vasco da Gama: 1948

#### Nazionale
- Campeonato Sudamericano de Football: 1

1949

### Allenatore

#### Nazionale
- Campeonato Sudamericano de Football: 1

Bolivia: 1963